# 楊獻可
楊獻可（1503年—1532年），字子襄，號一川，山東濟南府青城縣人，軍籍，明朝政治人物。

## 生平
嘉靖七年（1528年）戊子科山東鄉試第十三名舉人。嘉靖八年（1529年）中式己丑科會試第二百七十五名，登第三甲第二百一十九名進士。授行人司行人，奉命往河南開封護理王府喪事，病卒于官署，年三十。

## 家族
曾祖楊秀；祖父楊惠；父楊倫，曾任監生。母崔氏（旌表節婦）。具庆下。兄献章。弟献策、献圖、献謀、献贄、献書。